# Sabarivka, Orativ
Sabarivka (în ucraineană Сабарівка) este localitatea de reședință a comunei Sabarivka din raionul Orativ, regiunea Vinnița, Ucraina.

## Demografie
Componența lingvistică a localității Sabarivka
     Ucraineană (99,49%)
     Alte limbi (0,51%)
Conform recensământului din 2001, majoritatea populației localității Sabarivka era vorbitoare de ucraineană (99,49%), existând în minoritate și vorbitori de alte limbi.